# Alfred von Nostitz-Wallwitz
Alfred von Nostitz-Wallwitz (* 21. Dezember 1870 in Dresden; † 21. Dezember 1953 auf Burg Bassenheim bei Koblenz) war ein deutscher Beamter und Diplomat.

Aufnahme von Georg Fayer, 1927

## Leben
Der Sohn des königlich-sächsischen Gesandten in Berlin Oswald von Nostitz-Wallwitz (1830–1885) und seiner Frau Anna geb. von Wilkens-Hohenau (1842–1923) besuchte die Klosterschule Ilfeld und die Fürstenschule St. Afra in Meißen. Anschließend studierte er Rechtswissenschaften an der Akademie Neuchâtel und der Universität Leipzig.
Nach seinem einjährigen Militärdienst beim Garde-Reiter-Regiment absolvierte Nostitz-Wallwitz sein Referendariat an den Amtsgerichten Freiberg und Dresden, als Attaché bei der königlich-sächsischen Gesandtschaft in Berlin, der Polizeidirektion Dresden sowie der Amtshauptmannschaft Annaberg und wurde schließlich Assessor bei der Amtshauptmannschaft Bautzen. Anschließend trat er eine einjährige Reise an, die ihn nach China, Japan und Nordamerika führte. Danach folgten Stationen als Beamter bei der Amtshauptmannschaft Kamenz, an der königlich-sächsischen Gesandtschaft in Berlin, beim Königlich-Sächsischen Oberverwaltungsgericht, im königlich-sächsischen Ministerium der auswärtigen Angelegenheiten und der Kreishauptmannschaft Dresden. 1908 trat Nostitz-Wallwitz für zwei Jahre in den Dienst des Großherzogtums Sachsen(-Weimar-Eisenach) und war dort als vortragender Regierungsrat im Departement des Äußeren und Innern im Staatsministerium tätig. Ab August 1910 war er Amtshauptmann in Auerbach (Vogtland), bevor er in gleicher Position 1913 nach Leipzig wechselte. Er war im Jahr 1914 noch als Rittmeister der Reserve im Garde-Reiter-Regiment angegeben.
Von 1916 bis 1918 diente Nostitz-Wallwitz als sächsischer Gesandter in Wien. Wenige Wochen vor der Novemberrevolution wurde er am 26. Oktober 1918 noch zum sächsischen Kultusminister ernannt. Mit dem Ende des Königreichs Sachsen schied er aus dem Staatsdienst aus.
In den Jahren 1920 bis 1924 leitete Nostitz-Wallwitz die Zweigstelle Wilhelmshagen der von Friedrich Siegmund-Schultze gegründeten Sozialen Arbeitsgemeinschaft Berlin-Ost. Ab 1926 engagierte er sich im Deutsch-Französischen Studienkomitee und war nach dem Tod von dessen Gründer Emil Mayrisch im Jahr 1928 dessen deutscher Präsident.
Alfred von Nostitz-Wallwitz war seit 1904 mit der Schriftstellerin und Salonnière Helene von Nostitz (geb. von Beneckendorff und von Hindenburg) verheiratet. Mit seiner Frau hatte er drei Kinder, darunter der Diplomat, Publizist und Übersetzer Oswalt von Nostitz. Ebenso wie seine Frau war Alfred von Nostitz-Wallwitz künstlerisch und literarisch interessiert. Im Jahr 1899 ließ er seine damalige Wohnung von Henry van de Velde ausstatten. Er war Mitglied der PAN-Genossenschaft und der Deutschen Gesellschaft 1914.
Nostitz-Wallwitz starb auf Burg Bassenheim bei Koblenz.